# Ilkiding'a
Ilkiding'a è una circoscrizione rurale (rural ward) della Tanzania situata nel distretto rurale di Arusha, regione di Arusha. Conta una popolazione di 10 850 abitanti (censimento 2012).